# 10 апреля
10 апреля — 100-й день года (101-й в високосные годы) по григорианскому календарю.
До конца года остаётся 265 дней.
До 15 октября 1582 года — 10 апреля по юлианскому календарю, с 15 октября 1582 года — 10 апреля по григорианскому календарю.
В XX и XXI веках соответствует 28 марта по юлианскому календарю.

## Праздники и памятные дни
См. также: Категория:Праздники 10 апреля

### Международные
- Международный день движения Сопротивления.

### Национальные
- Азербайджан — День строителя.
- США — День памяти коммодора Перри.

### Религиозные

#### Католицизм
- Память пророка Иезекииля;
- память Михаила Святых.

#### Православие[2][3][4]

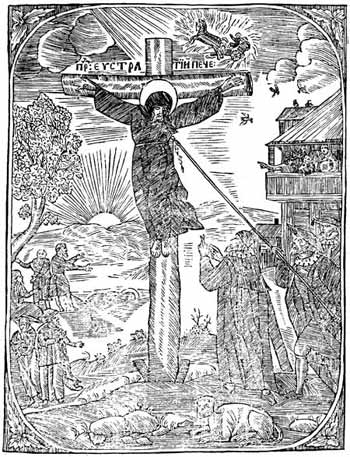
Преподобномученик Евстратий Печерский
(гравюра Леонтия Тарасевича)

- Память преподобного Илариона Нового, игумена Пеликитского (около 754 года);
- память преподобного Стефана чудотворца, исповедника, игумена Триглийского (около 815 года)[5];
- память преподобномученика Евстратия Печерского, в Ближних пещерах (1097 год);
- память преподобного Илариона Псковоезерского, Гдовского (1476 год);
- память мучеников Ионы и Варахисия и других с ними (около 330 года);
- память мученика Бояна (Енравота), князя Болгарского (около 830 года);
- память священноисповедника Николая Постникова, пресвитера (1931 год);
- память священномученика Василия Малинина, пресвитера (1938 год);
- память мученика Иоанна Чернова (1939 год).

### Именины
- Католические: Макар, Михаил.
- Православные: Илларион, Стефан, Николай, Василий, Иоанн[6].

## События
См. также: Категория:События 10 апреля

### До XIX века
- 428 — Несторий стал Константинопольским патриархом[7].
- 837 — комета Галлея приблизилась к Земле на расстояние, равное 0,0342 а. е. (5,1 миллиона километров)[8].
- 1356 — восстание «Красных повязок»: Чжу Юаньчжан захватил Нанкин[9].
- 1500 — Лодовико Сфорца захвачен швейцарскими войсками в Новаре и передан французам[10].
- 1545 — основано поселение Потоси после открытия в этом районе Боливии больших залежей серебра[11].
- 1606 — королевской грамотой Якова I Английского учреждена Лондонская компания с целью создания колониальных поселений в Северной Америке[12].
- 1710 — в Англии вступил в силу принятый в 1709 году «Статут королевы Анны» — первый в мире закон об авторском праве.
- 1722 — по указу Петра I в Санкт-Петербурге начались систематические наблюдения за погодой.
- 1741 — битва при Мольвице.

### XIX век
- 1814 — в Гиссенском университете получил степень доктора философии 13-летний Карл Витте, ставший (и до сих пор являющийся) самым юным доктором наук.
- 1820 — первые британские поселенцы высадились в бухте Алгоа, Южная Африка.
- 1831 — Сражение при Игане.
- 1841
  - В Канаде основан город Галифакс.
  - Вышел первый номер газеты «New York Tribune».
- 1849 — американец Уолтер Хант (англ. Walter Hunt) запатентовал безопасную булавку.
- 1864 — во Львове начал работу первый профессиональный театр «Русская беседа».
- 1875 — канадская полиция получила разрешение организовать пост в западной Канаде — позже он стал городом Калгари.

### XX век
- 1906 — в дачном посёлке Озерки под Петербургом было совершено убийство Георгия Гапона.
- 1907 — Пётр Столыпин изложил в Думе проект земельной реформы.
- 1912 — британский лайнер «Титаник» вышел из Саутгемптонского порта в своё первое и последнее плавание.
- 1922 — открытие Генуэзской конференции (по 19 мая).
- 1925
  - город Царицын переименован в Сталинград (с 1961 года — Волгоград).
  - вышел в свет роман писателя Фрэнсиса Скотта Фицджеральда «Великий Гэтсби».
- 1937 — создана канадская авиакомпания Air Canada (до 1964 — Trans-Canada Airlines).
- 1938
  - На плебисците в Австрии 99,7 % населения проголосовало за объединение с Германией.
  - ЦК КП(б)У принял постановление о реорганизации украинской национальной школы.
- 1941
  - В занятом германскими войсками Загребе провозглашено Независимое государство Хорватия.
  - Начало осады Тобрука.
- 1944 — освобождение Одессы от германской оккупации в ходе Одесской операции.
- 1955 — между СССР и КНР подписано соглашение о строительстве в Китае циклотрона и ядерного реактора.
- 1957 — в Дубне введён в действие синхрофазотрон Объединённого института ядерных исследований.
- 1963 — в результате остановки реактора затонула американская атомная подводная лодка «Трешер»; погиб весь её экипаж — 129 человек.
- 1970 
  - Русская православная церковь предоставила автокефалию Американской православной церкви.
  - Пол Маккартни объявляет, что покидает The Beatles[13].
- 1972 — подписание международной Конвенции о запрещении бактериологического оружия.
- 1979 — в космос отправился первый космонавт Болгарии — Георгий Иванов.
- 1988 — после 10-летнего строительства открыт 9-километровый мост Сето, соединяющий японские острова Хонсю и Сикоку.
- 1992 — резня армян азербайджанцами в Ленинаване.
- 1995 — в России зарегистрирована Партия любителей пива.
- 1998 — подписано Белфастское соглашение, завершившее конфликт в Северной Ирландии.

### XXI век
- 2003 — компании Air France и British Airways заявили, что прекратят эксплуатацию сверхзвукового самолёта «Конкорд» с начала ноября 2003 года.
- 2010
  - Катастрофа Ту-154 в Смоленске: погибли 96 человек, в том числе президент Польши Лех Качиньский и другие видные деятели государства.
  - На Камчатке лавиной накрыло вертолёт с немецкими туристами. Из 18 человек 10 погибли.
- 2016 — пожар в храме Путтингал (г. Паравур[англ.], Индия); более 110 человек погибли, более 350 получили ранения.
- 2019 — миру представлена первая фотография чёрной дыры.

## Родились
См. также: Категория:Родившиеся 10 апреля

### До XVIII века
- 401 — Феодосий II (ум. 450), император Восточной Римской империи (408—450).
- 1270 — Хакон V Святой (ум. 1319), конунг Норвегии (1299—1319).
- 1502 — Отто Генрих (ум. 1559), деятель немецкой Реформации, меценат и библиофил, курфюрст Пфальца (с 1556).
- 1583 — Гуго Гроций (ум. 1645), голландский юрист, государственный деятель, один из основоположников международного права.
- 1651 — Эренфрид Вальтер фон Чирнхаус (ум. 1708), немецкий философ, математик, экспериментатор, изобретатель европейского белого фарфора.

### XVIII век
- 1707 — Джон Прингл (ум. 1782), шотландский врач и физиолог, один из основоположников военной медицины.
- 1723 — Корнелиус Харнетт (ум. 1781), американский политик из Северной Каролины.
- 1727 — Самуэль Гейнике (ум. 1790), немецкий педагог, изобретатель способа обучения глухонемых.
- 1755 — Самуэль Ганеман (ум. 1843), немецкий врач, основатель гомеопатии.
- 1766 — Джон Лесли (ум. 1832), шотландский физик-экспериментатор и математик, первым предложивший метод получения искусственного льда (1817).
- 1769 — Жан Ланн (ум. 1809), французский военный деятель, 1-й герцог де Монтебелло, маршал Империи, участник революционных и наполеоновских войн.
- 1783 — Гортензия де Богарне (ум. 1837), падчерица Наполеона Бонапарта, королева Голландии в 1806—1810 гг.
- 1794 — Мэтью Кэлбрейт Перри (ум. 1858), военно-морской деятель США, коммодор, в 1854 г. силой заставивший японцев открыть свою страну.

### XIX век
- 1810 — Бенджамин Генри Дэй[англ.] (ум. 1889), американский журналист, основатель газеты «Нью-Йорк Сан».
- 1817 — Константин Аксаков (ум. 1860), русский публицист, поэт, литературный критик, историк, филолог.
- 1827 — Льюис Уоллес (ум. 1905), американский генерал, юрист, дипломат и писатель, автор романа «Бен-Гур».
- 1829 — Уильям Бут (ум. 1912), английский проповедник, основатель «Армии спасения».
- 1838 — Фрэнк Стивен Болдуин (ум. 1925), американский изобретатель арифмометра и калькулятора.
- 1847 — Джозеф Пулитцер (ум. 1911), американский журналист и издатель, основатель журналистской Пулитцеровской премии.
- 1857 — Люсьен Леви-Брюль (ум. 1939), французский философ, антрополог и этнолог.
- 1863 — Поль-Луи-Туссен Эру (ум. 1914), французский инженер-химик, изобретатель способов электролиза алюминия и электрической выплавки стали.
- 1864 — Эжен Д’Альбер (ум. 1932), немецкий пианист и композитор.
- 1865 — Джек Майнер[англ.] (ум. 1944), канадский натуралист, орнитолог, основатель фонда для изучения птиц.
- 1877 — Альфред Кубин (ум. 1959), австрийский график, писатель и книжный иллюстратор («Другая сторона»).
- 1886 — Джон Хейз (ум. 1965), американский легкоатлет, олимпийский чемпион.
- 1887 — Бернардо Альберто Усай (ум. 1971), аргентинский физиолог, лауреат Нобелевской премии (1947).
- 1894
  - Софья Соколовская (расстреляна в 1938), российская революционерка, подпольщица, директор киностудии «Мосфильм».
  - Иван Строд (расстрелян в 1937), советский писатель и военачальник, герой Первой мировой и Гражданской войн.
- 1895 — Всеволод Рождественский (ум. 1977), русский советский поэт, переводчик, журналист, военный корреспондент.
- 1899 — Эва Шельбург-Зарембина (ум. 1986), польская писательница, автор книг для детей и юношества.

### XX век
- 1910
  - Виктор Кулаков (ум. 1982), киноактёр, заслуженный артист РСФСР.
  - Евгений Фёдоров (ум. 1981), советский геофизик, академик, научный сотрудник первой дрейфующей станции «Северный полюс-1», Герой Советского Союза.
- 1912 — Игорь Крупеников (ум. 2013), советский и молдавский почвовед, географ, геоботаник, исследователь чернозёмов.
- 1917 — Роберт Бёрнс Вудворд (ум. 1979), американский химик в области органического синтеза, нобелевский лауреат (1965).
- 1918 — Иван Пстыго (ум. 2009), советский лётчик-штурмовик, Герой Советского Союза, маршал авиации.
- 1919
  - Рихард Бергман (ум. 1970), австрийский и английский игрок в настольный теннис, многократный чемпион мира.
  - Юрий Силантьев (ум. 1983), народный артист СССР, главный дирижёр эстрадно-симфонического оркестра Всесоюзного радио и Центрального телевидения, скрипач, композитор.
- 1927
  - Луиджи Альва (ум. 2025), крупнейший перуанский оперный певец (тенор).
  - Виль Липатов (ум. 1979), русский советский писатель-прозаик, сценарист, журналист.
  - Маршалл Ниренберг (ум. 2010), американский биохимик и генетик, лауреат Нобелевской премии (1968).
- 1928 — Мэлор Стуруа (ум. 2021), советский и российский журналист-международник.
- 1929
  - Макс фон Сюдов (ум. 2020), шведский актёр кино, телевидения и озвучивания.
  - Майк Хоторн (погиб в 1959), английский автогонщик, первый английский чемпион «Формулы-1» (1958).
- 1930 — Клод Боллинг (ум. 2020), французский джазовый пианист, композитор, актёр.
- 1932
  - Дельфин Сейриг (ум. 1990), французская актриса кино и театра.
  - Омар Шариф (ум. 2015), египетский актёр, двукратный обладатель премии «Золотой глобус».
- 1934 — Жольт Дурко (ум. 1997), венгерский композитор.
- 1937 — Белла Ахмадулина (ум. 2010), советская и российская поэтесса, писательница, переводчик.
- 1939
  - Пак Пон Джу, председатель совета министров КНДР в 2003—2007 гг. и в 2013—2019 гг.
  - Борис Савченко, советский и украинский киноактёр и кинорежиссёр, педагог.
- 1941 — Пол Теру, американский писатель-прозаик.
- 1942 — Эрден Кырал[тур.], турецкий кинорежиссёр и сценарист.
- 1952
  - Стивен Сигал, американский киноактёр, режиссёр, продюсер, сценарист, мастер боевых искусств.
  - Григорий Явлинский, советский и российский политик, экономист.
- 1953 — Дэвид Лэнгфорд, английский писатель-фантаст, критик, редактор фэнзина «Ansible».
- 1954 — Питер Макникол, американский актёр театра, кино, телевидения и озвучивания.
- 1959 — Брайан Сетцер, американский гитарист, певец, автор песен.
- 1964
  - Азиза (Азиза Мухамедова), советская, узбекская и российская эстрадная певица, автор песен.
  - Маргарита Суханкина, советская и российская эстрадная и оперная певица, бывшая солистка группы «Мираж».
- 1966 — Павел Филип, молдавский политический деятель, премьер-министр Молдовы (2016—2019).
- 1968 — Штепанка Гильгертова, чешская спортсменка, двукратная олимпийская чемпионка в гребном слаломе.
- 1973
  - Гийом Кане, французский актёр, кинорежиссёр и сценарист.
  - Роберто Карлос (Роберто Карлос да Силва Роша), бразильский футболист, чемпион мира (2002).
- 1977 — Анастасия Чернобровина, российская телеведущая, журналист, лауреат премии «ТЭФИ» (2015).
- 1979
  - Елена Подкаминская, российская актриса театра и кино.
  - Софи Эллис-Бекстор, британская певица и композитор.
- 1980
  - Александр Ерёменко, российский хоккеист (вратарь), двукратный чемпион мира (2008, 2009).
  - Чарли Ханнэм, английский актёр кино и телевидения.
- 1981 — Майкл Питт, американский актёр кино и телевидения, музыкант.
- 1982
  - Надежда Грановская (урожд. Мейхер), украинская певица, актриса, телеведущая.
  - Флориан Меннинген, немецкий спортсмен, олимпийский чемпион в академической гребле.
- 1984 — Мэнди Мур, американская данс-поп-певица, актриса, автор песен.
- 1985 — Ван Мэн, китайская шорт-трекистка, 4-кратная олимпийская чемпионка, многократная чемпионка мира.
- 1988 — Хэйли Джоэл Осмент, американский актёр кино, телевидения и озвучивания.
- 1989
  - Анна Потапова, российская актриса, режиссёр и продюсер.
  - Тома Эртель, французский баскетболист, чемпион Европы (2013).
- 1990 — Алекс Петтифер, английский киноактёр.
- 1991
  - Аманда Мичалка, американская певица, киноактриса, гитаристка и автор-исполнитель, бывшая модель.
  - Брэндон Пирри, канадский хоккеист, чемпион мира (2021).
- 1992
  - Садио Мане, сенегальский футболист, лучший бомбардир в истории национальной сборной.
  - Дейзи Ридли, английская актриса.
- 1996 — Андреас Кристенсен, датский футболист.
- 1998
  - Анна Погорилая, российская фигуристка, призёр чемпионатов мира и Европы.
  - Фёдор Чалов, российский футболист, нападающий.

## Скончались
См. также: Категория:Умершие 10 апреля

### До XIX века
- 258 — Чжугэ Дан[англ.], полководец царства Вэй в эпоху троецарствия Китая.
- 879 — Людовик II Заика (р. 846), король Западно-Франкского королевства.
- 948 — Гуго Арльский (р. ок. 880), король Италии.
- 1347 — Уильям Оккам (р. ок. 1285), английский философ, монах ордена францисканцев.
- 1577 — Хуанде де Хуни (р. 1507), испанский скульптор.
- 1585 — Григорий XIII (р. 1502), римский папа (1572—1585), осуществил реформу календаря (григорианский календарь).
- 1728 — Никодемус Тессин Младший (р. 1654), шведский архитектор, украсивший Стокгольм пышными дворцами, созданными в стиле барокко и слегка украшенные элементами классицизма.
- 1779 — Григорий Теплов (р. 1717), русский философ, литератор, композитор, художник и государственный деятель.

### XIX век
- 1813 — Жозеф Лагранж (р. 1736), французский математик, механик и астроном.
- 1863
  - Джованни Баттиста Амичи (р. 1786), итальянский астроном, оптик и ботаник.
  - Дарья Фикельмон (р. 1804), хозяйка петербургского салона, графиня, внучка М. И. Кутузова.
- 1864 — Николай Филиппович Павлов (р. 1803), русский писатель и публицист, издатель «Русских ведомостей» («Именины», «Аукцион», «Ятаган»).
- 1884 — Жан Дюма (р. 1800), французский химик, основатель органической химии.

### XX век
- 1906 — убит Георгий Гапон (р. 1870), российский политический деятель, православный священник.
- 1909 — Алджернон Чарльз Суинберн (р. 1837), английский поэт.
- 1911 — Микалоюс Константинас Чюрлёнис (р. 1875), литовский художник и композитор.
- 1919 — Эмилиано Сапата (р. 1879), мексиканский революционер.
- 1931 — Джебран Халиль Джебран (р. 1883), ливанский и американский философ, художник, поэт и писатель.
- 1932 — Михаил Покровский (р. 1868), советский историк, руководитель Коммунистической академии Института красной профессуры.
- 1938 — Кинг Оливер (наст. имя Джозеф Оливер; р. 1885), американский джазовый корнетист и дирижёр.
- 1950 — Февзи Чакмак (р. 1876), турецкий полководец, премьер-министр Турции.
- 1954 — Огюст Луи Мари Николя Люмьер (р. 1862), считающийся (совместно со своим братом Луи) одним из родоначальников кинематографа.
- 1955 — Пьер Тейяр де Шарден (р. 1881), французский католический священник, антрополог, философ, первооткрыватель синантропа.
- 1962 — Стюарт Сатклифф (р. 1940), первый бас-гитарист в составе «The Beatles».
- 1966 — Ивлин Во (р. 1903), английский писатель.
- 1968 — Ольга Ходатаева (р. 1894), режиссёр и художник мультипликационного кино.
- 1975 — Уокер Эванс (р. 1903), американский фотограф-документалист.
- 1979 — Нино Рота (р. 1911), итальянский композитор, лауреат премий «Оскар», «Золотой глобус» и «Грэмми».
- 1983 — Порфирий Иванов (р. 1898), русский духовный учитель, создатель оздоровительной системы «Детка».
- 1987 — Николай Ромадин (р. 1903), живописец-пейзажист, народный художник СССР.
- 1989 — Николай Гринько (р. 1920), киноактёр, народный артист Украинской ССР.
- 1991 — Юмжагийн Цеденбал (р. 1916), монгольский партийный и политический деятель.
- 1992 — Питер Деннис Митчелл (р. 1920), английский биохимик, лауреат Нобелевской премии по химии (1978).
- 1994 — Виктор Афанасьев (р. 1922), советский философ и партийный деятель, академик, главный редактор газеты «Правда».
- 1995
  - Морарджи Десаи (р. 1896), четвёртый премьер-министр Индии (1977—1979).
  - Гюнтер Гийом (р. 1927), разведчик из ГДР, участник крупнейшего шпионского скандала в истории Германии.

### XXI век
- 2009 — Евгений Весник (р. 1923), актёр театра и кино, режиссёр и сценарист, народный артист СССР.
- 2010 — Лех Качиньский (р. 1949), президент Польши (погиб в авиакатастрофе).
- 2013 — Рано Низамова (р. 1934), народная артистка Узбекской ССР, профессор хореографии.
- 2017 — Кирилл Ковальджи (р. 1930), русский поэт, прозаик, литературный критик, переводчик.
- 2019 — Эмиль Моренков (р. 1937), нейрофизиолог МГУ.
- 2024
  - О. Джей Симпсон (р. 1947), американский актёр, раннинбек.
  - Mister Cee (имя при рождении Кельвин Лебрен р. 1966), американский диджей, телеведущий, музыкальный продюсер и радиоведущий.
- 2025
  - Лео Бенхаккер (р. 1942), нидерландский футбольный тренер.
  - Тед Котчефф (имя при рождении Величко Тодоров Цочев р. 1931), канадский теле-, кинорежиссёр и продюсер.
  - Питер Ловси (р. 1936), английский британский писатель, автор исторических детективов.
  - Титик Пуспа (р. 1937), индонезийская певица, композитор-песенник и актриса.

## Народный календарь, приметы и фольклор Руси
Мать-и-мачеха. Иларион — выверни оглобли.
- Мать-и-мачехи цветок теплит землю.
- В этот день теряет свою магическую силу Степанов венок, который в старину крестьяне плели на Руси 2 (15) августа всей семьёй выходя на луг. Получившийся венок приносили в избу и вешали в красном углу. Считалось, что венок одаривает своей красотой стены дома и живущих в нём. Когда подступала хворь, отрывали от венка травы и цветы, и окатывали кипятком. Верили, что разносившийся при этом добрый дух цветущего луга одолевал недуги и болезни, помогал душе человека поверить, что настанет светлый день.
- Илларион Выверни Оглобли: Если до этого дня снег лежал, то теперь он начнёт очень быстро таять[14].